# Wisconsin (geologie)
Wisconsin (nebo také Wisconsinan) je v geologii čtvrtá (poslední) doba ledová severoamerického kontinentálního zalednění, která odpovídá alpskému würmu ve Střední Evropě. Wisconský ledovec vysílal jižně od amerických jezer několik laloků, z nichž nejjižnější pronikl až skoro k městu Cincinnati.

## Rozsah zalednění
Zahrnuje v sobě: Cordillerský ledovec, který se nacházel v severoamerických Cordillerách, Indiánský ledovec v Innuitianských horách, který se rozšířil přes kanadské arktické souostroví, Grónský ledovec a masivní Laurentinský ledovec, který pokrýval vysoké zeměpisné šířky Severní Ameriky.
Ledová doba Wisconsin probíhala přibližně před 75 000 až 11 000 lety, mezi dvěma dobami meziledovými Sangamonianem (známý celosvětově jako Eemian stage) a současným Holocenem. Maximální rozsah ledu se objevil zhruba před 25 000-21 000 lety a jeho tloušťka činila přes tři tisíce metrů.

## Důsledky zalednění

Od souše Beringie po současný průliv. (21 000 B. P. až nyní)

Tato ledová doba radikálně změnila geografii severně od řeky Ohio. Na vrcholu ledové doby pokryl ledovec většinu Kanady, Horního Středozápadu a Nové Anglie, stejně jako státy Idaho, Montana a Washington. Na ostrově Kelleys v Erijském jezeře nebo v centrálním parku v New Yorku je možné snadno sledovat ledovcové brázdy. V jihozápadním Saskatchewanu a jihovýchodní Albertě došlo ke spojení Laurentinského a Cordilerského ledovce a vznikl Cypress Hills, nejsevernější bod Severní Ameriky, který zůstal jižně od kontinentálních ledovcových štítů. Během doby ledové byla velká část mořské vody vázaná ve formě ledu, takže hladina světového oceánu byla až o sto metrů níže než dnes.To umožnilo vznik Beringie a bylo možno přecházet přes dnešní Beringovu úžinu a pohybovat se mezi Severní Amerikou a Sibiří.Tím se vysvětluje, že se z Ameriky rozšířili koně, kteří do té doby ve Starém světě nežili. Rovněž tak mamuti se tudy dostávali z Asie do Ameriky. Z Asie se tudy také do Ameriky dostali první lidé, jak dokázal český antropolog a lékař Aleš Hrdlička. Když potom ledovce ustupovaly, došlo k protržení morén ledovcového jezera napájeného vodami z tajícího Laurentinského ledovce a vznikla katstrofická povodeň Kankakee Torrent, která zasáhla celou oblast jižně od Chicaga až k řekám Ohio a Mississippi. Východisko povodní bylo jezero Chicago. Krajina jižně od Chicaga ještě dnes vykazuje účinky torrentu, zejména v Národním parku řeky Kankakee a na řece Illinois v Národním parku Starved Rock.